# Rodrigo Ābols
Rodrigo Ābols (Riga, 5 gennaio 1996) è un hockeista su ghiaccio lettone.

## Carriera
La sua carriera è iniziata nella stagione 2013/14 con l'HK Riga e con la Dinamo Riga Juniors. Nel 2014/15 ha militato nella Dinamo Riga in KHL.
Dal 2015 al 2017 ha giocato in WHL con i Portland Winterhawks, mentre nella stagione 2016/17 è approdato all'Acadie-Bathurst Titan.
Con la nazionale lettone ha preso parte ai campionati mondiali nel 2015.